# Bezzia multiannulata
Bezzia multiannulata är en tvåvingeart som först beskrevs av Gabriel Strobl 1906.  Bezzia multiannulata ingår i släktet Bezzia och familjen svidknott. Inga underarter finns listade i Catalogue of Life.